# Formiato di sodio
Il formiato di sodio è il sale di sodio dell'acido formico.
A temperatura ambiente si presenta come un solido bianco inodore.

## Sintesi
Per uso commerciale, il formiato di sodio viene prodotto assorbendo monossido di carbonio sotto pressione in idrossido di sodio solido a 130 °C e 6-8 bar di pressione:
{\displaystyle {\ce {CO + NaOH -> HCO2Na}}}
A causa della disponibilità a basso costo e su larga scala dell'acido formico mediante carbonilazione del metanolo e idrolisi del formiato di metile risultante, il formiato di sodio viene solitamente preparato neutralizzando l'acido formico con idrossido di sodio. Il formiato di sodio è anche inevitabilmente formato come sottoprodotto nella fase finale della sintesi del pentaeritritolo e nella reazione incrociata di Cannizzaro di formaldeide con il prodotto di reazione aldolica trimetilolo acetaldeide [3-idrossi-2,2-bis(idrossimetil)propanale].
In laboratorio, il formiato di sodio può essere preparato neutralizzando l'acido formico con carbonato di sodio. Può anche essere ottenuto facendo reagire il cloroformio con una soluzione alcolica di idrossido di sodio.
{\displaystyle {\ce {CHCl3 + 4NaOH -> HCOONa + 3NaCl + 2H2O}}}
o facendo reagire idrossido di sodio con idrato di cloro.
{\displaystyle {\ce {C2HCl3(OH)2 + NaOH -> CHCl3 + HCOONa + H2O}}}
Il secondo metodo è, in generale, preferito al primo perché la bassa solubilità acquosa di CHCl3 rende più facile separarsi dalla soluzione di formiato di sodio, mediante cristallizzazione frazionaria, rispetto al NaCl solubile.
Il formiato di sodio può anche essere creato tramite la reazione dell'aloformio tra etanolo e ipoclorito di sodio in presenza di una base. Questa procedura è ben documentata per la preparazione del cloroformio.

## Usi
Il formiato di sodio viene utilizzato in numerosi processi di tintura e stampa dei tessuti. Viene anche usato come tampone per acidi minerali forti per aumentare il loro pH, come additivo alimentare (E237) e come agente antigelo.
Nella biologia strutturale, il formiato di sodio può essere usato come crioprotettore per esperimenti di diffrazione dei raggi X su cristalli proteici, che sono tipicamente condotti a una temperatura di 100 K per ridurre gli effetti del danno da radiazioni.
Il formiato di sodio ha un ruolo nella sintesi dell'acido formico, viene convertito dall'acido solforico attraverso la seguente equazione di reazione:
{\displaystyle \mathrm {2\ HCOONa+H_{2}SO_{4}\longrightarrow 2\ HCOOH+Na_{2}SO_{4}} }
Il formiato di sodio viene convertito con acido solforico in acido formico e solfato di sodio.
I peli urticanti delle ortiche contengono formiato di sodio e acido formico.
Il formiato di sodio solido viene utilizzato come agente non corrosivo negli aeroporti per lo sbrinamento delle piste in miscela con inibitori di corrosione e altri additivi, che penetrano rapidamente nella neve solida e negli strati di ghiaccio, li staccano dall'asfalto o dal cemento e sciolgono rapidamente il ghiaccio. Il formiato di sodio è stato anche usato come un deicer stradale nella città di Ottawa dal 1987 al 1988.
L'alta depressione del punto di congelamento, ad es. rispetto all'urea ancora frequentemente usata (che è efficace ma problematica a causa dell'eutrofizzazione) previene efficacemente la ricongelamento, anche a temperature inferiori a -15 °C. L'effetto scongelamento del formiato di sodio solido può anche essere aumentato inumidendo con soluzioni acquose di formiato di potassio o acetato di potassio. La degradabilità del formiato di sodio è particolarmente vantaggiosa con una domanda chimica di ossigeno (COD) di 211 mg O2/g rispetto agli agenti disgelanti acetato di sodio (740 mg O2/g) e urea con (> 2.000 mg O2/g).
Le soluzioni sature di formiato di sodio (così come le miscele di altri formati di metalli alcalini come il potassio e il formiato di cesio) sono utilizzate come importanti aiuti di perforazione e stabilizzazione nell'esplorazione di gas e petrolio a causa della loro densità relativamente elevata. Miscelando le corrispondenti soluzioni di formiato di metallo alcalino saturo, è possibile impostare qualsiasi densità compresa tra 1,0 e 2,3 g/cm3. Le soluzioni sature sono biocide e stabili a lungo termine contro il degrado microbico. Diluiti, invece, sono veloci e completamente biodegradabili. Poiché i formati di metalli alcalini come ausili per la perforazione rendono superfluo aggiungere cariche solide per aumentare la densità e le soluzioni di formiato possono essere recuperate e riciclate nel sito di perforazione, i formati rappresentano un importante progresso nella tecnologia di esplorazione.